# Taubenturm (Boissise-le-Roi)

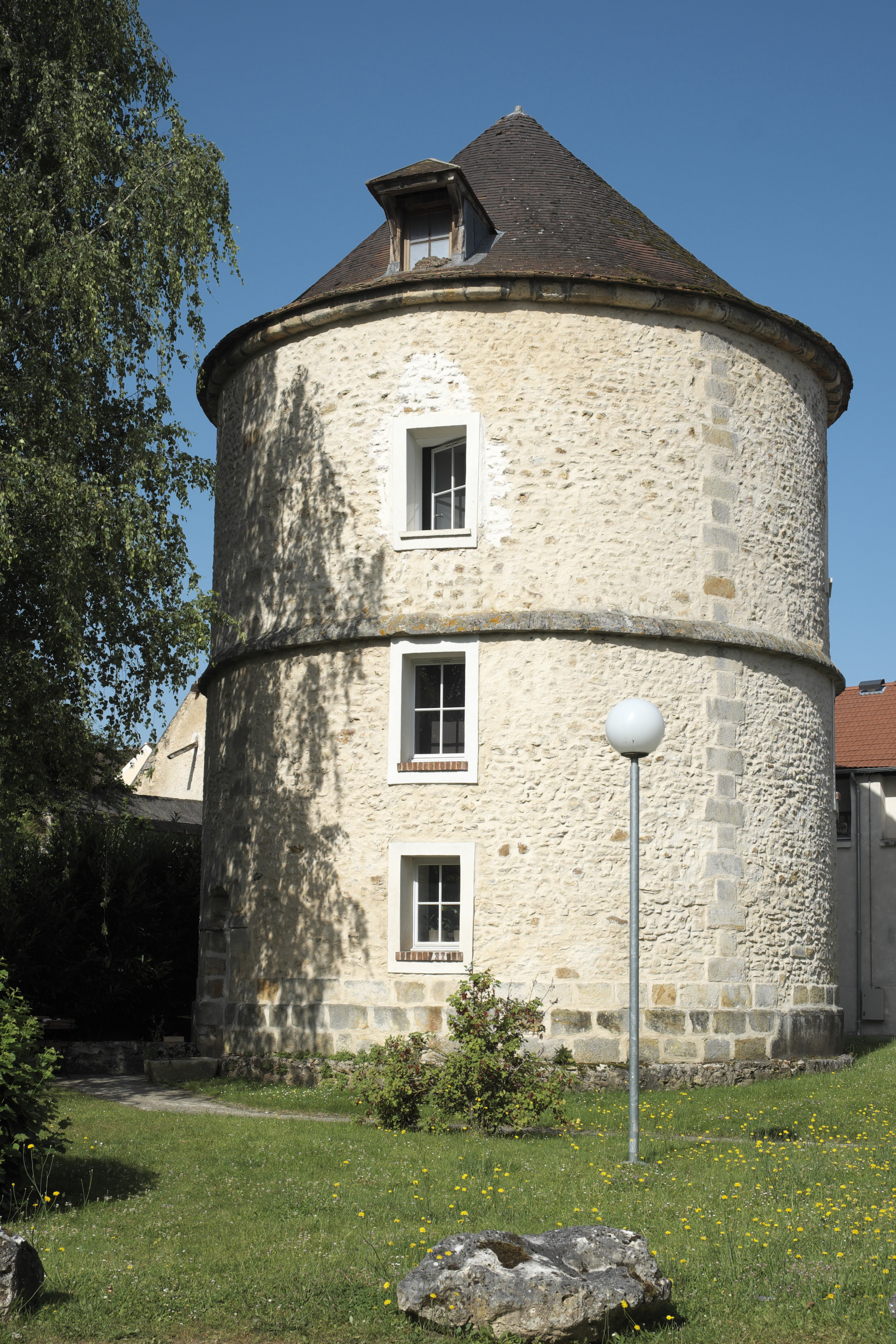
Ehemaliger Taubenturm in Boissise-le-Roi

Der Taubenturm (französisch colombier oder pigeonnier) in Boissise-le-Roi, einer französischen Gemeinde im Département Seine-et-Marne in der Region Île-de-France, wurde im 17. Jahrhundert errichtet. Im Jahr 1970 wurde der Taubenturm als Teil des ehemaligen Schlosses als Monument historique in die Liste der Baudenkmäler in Frankreich aufgenommen.
Im runden Turm aus verputztem Bruchsteinmauerwerk und Hausteinen wurde eine Wohnung eingerichtet.